# Paratettix marshallii
Paratettix marshallii är en insektsart som beskrevs av Hancock, J.L. 1909. Paratettix marshallii ingår i släktet Paratettix och familjen torngräshoppor. Inga underarter finns listade i Catalogue of Life.